# Diuca grisa
La diuca grisa (Diuca diuca) és un ocell de la família dels tràupids (Thraupidae) i única espècie del gènere Diuca Reichenbach, 1850.

## Hàbitat i distribució
Habita vessants amb arbusts, dunes, pobles i àrids turons de grava dels Andes de Xile, extrem sud-est de Bolívia i oest de l'Argentina, cap al sud, fins Santa Cruz; pampas de l'Argentina des de l'est de Mendoza, cap al sud, fins l'est de Santa Cruz.